# تالار شهر آنتورپ
تالار شهر آنتورپ (به انگلیسی: Antwerp City Hall) در ضلع غربی گرت مارکت (میدان) قرار دارد. این ساختمان بین سال‌های ۱۵۶۱ و ۱۵۶۵ پس از طرح های کورنلیس فلوریس و چندین معمار و هنرمند دیگر، تأثیرات فلندرزی و رنسانس ایتالیایی را در بر می‌گیرد. این ساختمان در میراث جهانی یونسکو ثبت گردیده است.

## تاریخچه
در قرن شانزدهم آنتورپ یکی از پر جنب و جوش‌ترین بنادر تجاری و شهرهای پر رونق اروپای شمالی بود. مقامات شهری آرزوی جایگزینی آنتورپ را در سالن شهر قرون وسطایی کوچک خود داشتند که یک ساختار تحسین برانگیزتر برای رفاه شهر بزرگ بندری بود. معمار دومین د واگانکری یک طرح جدید (به سال ۱۵۴۰ میلادی) برای یک ساختمان جدید در قالب سبک‌های معماری گوتیک از سالن شهرهای فلاندرز و برابانت تهیه کرد.

اما تهدید جنگ مانع پیشرفت در این پروژه شد. به جای استفاده از مصالح ساختمانی برای تالار شهر از آن به منظور دفاع از شهر مورد استفاده قرار گرفت. تا حدود ۱۵۶۰ طرح جدید ایجاد نشد در عین حال معماری گوتیک از مد رفته بود. طرح های جدید برای تالار شهر در سبک رنسانس جدید بود. این ساختمان در سال ۱۵۶۵ تکمیل شد و به مدت ده سال به طول انجامید پیش از اینکه در آشوب اسپانیایی ۱۵۷۶ سوزانده شود. این ساختمان سه سال بعد ترمیم شد.